# Solomon Islands Council of Trade Unions
De Solomon Islands Council of Trade Unions (SICTU) is een nationaal vakbondscentrum op de Salomonseilanden.
Het werd in de jaren zeventig opgericht door de Solomon Islands General Workers' Union en had een lidmaatschap van meer dan 90% van de vakbondsschappen. Na de onafhankelijkheid van de Salomonseilanden werd in 1978 de naam veranderd in de Solomon Islands National Union of Workers, een naam die nog steeds wordt gebruikt.
In de jaren tachtig richtte de SICTU de Partij van de Arbeid van de Salomonseilanden op.